# Onychogomphus geometricus
Onychogomphus geometricus är en trollsländeart. Onychogomphus geometricus ingår i släktet Onychogomphus och familjen flodtrollsländor. IUCN kategoriserar arten globalt som otillräckligt studerad.

## Underarter
Arten delas in i följande underarter:
- O. g. geometricus
- O. g. perplexus